# Avvelenamento da arsenico
L'avvelenamento da arsenico è una condizione clinica caratterizzata dall'assunzione acuta o cronica di arsenico. Se l'avvelenamento da arsenico si verifica per un breve periodo di tempo, i sintomi possono includere vomito, dolore addominale, encefalopatia e diarrea acquosa che contiene sangue. L'esposizione a lungo termine può provocare ispessimento della pelle, pelle più scura, dolore addominale, diarrea, malattie cardiache, intorpidimento e cancro.
Il motivo più comune per l'esposizione a lungo termine è l'acqua potabile contaminata. Le acque sotterranee molto spesso vengono contaminate naturalmente; tuttavia, la contaminazione può anche verificarsi da miniere o agricoltura. Può anche essere trovato nel suolo e nell'aria. I livelli raccomandati in acqua sono inferiori a 10-50 µg / L (10-50 parti per miliardo). Altre vie di esposizione comprendono siti di rifiuti tossici e medicine tradizionali. La maggior parte dei casi di avvelenamento è accidentale. L'arsenico agisce modificando il funzionamento di circa 200 enzimi. La diagnosi si basa sul test delle urine, del sangue o dei capelli.

## Definizione e uso di arsenico
L'arsenico (il cui simbolo chimico è As) è un metalloide che risulta molto più tossico in ogni suo stato combinato rispetto allo stato elementare.
È usato in molte leghe metalliche e nella lavorazione del vetro. È un comune inquinante del carbone, pertanto le maggiori fonti di inquinamento industriale da arsenico sono le centrali a carbone e le fonderie. Essendo il carbone utilizzato molto nei cementifici è molto probabile trovarlo come inquinante dell'aria anche nelle zone di ricadute di questi impianti, insieme al nichel. Viene utilizzato anche nell'industria dei semiconduttori. In passato era usato anche nella produzione di insetticidi.
Le forme chimiche che procurano intossicazione sono l'arsenico elementare e l'arsenico inorganico, gli arsenicali organici e l'arsina (AsH3).
Gli organismi viventi (miceti, organismi acquatici e pesci in particolare) alchilano e arilano sia l'As(III) sia l'As(V) a composti come: Arsenobetaina AsB C5H11AsO2, arseno-colina AsC, monometil-arsano (MMA), dimetil-arsano (DMA), trimetil-arsano (TMA), tetrametilarsano (TETRA), ed i rispettivi acidi metil- e dimetil-arsenioso e metil- e dimetil-arsenico.

## Assorbimento
L'arsenico inorganico viene ben assorbito dall'apparato gastrointestinale e a livello polmonare generalmente oltre il 50% della dose assunta.
I composti di arsenicali organici sono generalmente considerati poco assorbibili e il loro assorbimento è relativo alla loro idrosolubilità. Inoltre tali composti, una volta assorbiti, vengono facilmente eliminati con le feci e le urine; infatti sono soggetti a biometilazione epatica detossificante, pertanto gli arsenicali organici sono meno tossici e più facilmente escreti.
L'arsenico inorganico può passare la placenta e determinare un danno fetale, inoltre è considerato cancerogeno per: polmoni, cute, reni e fegato, soprattutto nell'intossicazione cronica.

## Effetti
I maggiori effetti tossicologici sono determinati dall'arsenico inorganico, in fattispecie:
- l'arsenico pentavalente As(V): è un inibitore della fosforilazione ossidativa, cioè è capace di sostituirsi al fosfato inorganico (Pi+ADP = ATP) e pertanto il processo di formazione di ATP è bloccato (As+ADP = arseniato instabile che si decompone nuovamente in ADP+As).
- l'arsenico trivalente (As(III)): è la forma più tossica, reagisce con i radicali tiolici (R-SH) dei composti cellulari inattivando enzimi come la piruvato deidrogenasi.

### Cancro
L'arsenico aumenta il rischio di cancro. L'esposizione è correlata alla pelle, ai polmoni, al fegato e al cancro del rene, tra gli altri. L'esposizione all'arsenico è un fattore di rischio per il tumore della pelle.
I suoi effetti comutagenici possono essere spiegati con l'interferenza con la riparazione dell'escissione della base e dei nucleotidi. L'acido dimetilarsinico o DMA (V), causa rotture del DNA a singolo filamento risultanti nell'inibizione degli enzimi di riparazione a livelli da 5 a 100 mM nelle cellule epiteliali umane di tipo II.
MMA (III) e DMA (III) hanno anche dimostrato di essere direttamente genotossici effettuando scissioni nel DNA superavvolto. Una maggiore esposizione all'arsenico è associata ad una maggiore frequenza di aberrazioni cromosomiche, e scambi tra cromatidi. Una spiegazione per le aberrazioni cromosomiche è la sensibilità della proteina tubulina e del fuso mitotico all'arsenico. Le osservazioni istologiche confermano gli effetti sull'integrità cellulare.
Il DMA (III) è in grado di formare specie reattive dell'ossigeno (ROS) per reazione con ossigeno molecolare. I metaboliti risultanti sono il radicale dimetilarsenico e il radicale perossil dimetilarsenico. Sia DMA (III) che DMA (V) hanno dimostrato di rilasciare ferro dalla milza di cavallo e dalla ferritina epatica umana se l'acido ascorbico veniva somministrato contemporaneamente. Pertanto, la formazione di ROS può essere promossa. Inoltre, l'arsenico potrebbe causare stress ossidativo esaurendo gli antiossidanti delle cellule, in particolare quelli contenenti gruppi tiolici. L'accumulo di ROS come i citati sopra e i radicali idrossilici, i radicali superossido e i perossidi di idrogeno causano un'espressione genetica aberrante a basse concentrazioni e lesioni di lipidi, proteine e DNA a concentrazioni più elevate che alla fine portano alla morte cellulare. In un modello animale di topo, dopo il trattamento con DMA (V) sono stati misurati i livelli di urina di 8-idrossi-2-desossiguanosina (come biomarcatore del danno al DNA ROS). In paragone ai livelli di controllo, si sono rivelati significativamente aumentati.

## Sintomatologia acuta

### As inorganico
Sintomi immediati: nausea, vomito, dolori addominali, irritazione cutanea, laringite, bronchite.
Dopo un'ora:
- apparato circolatorio: vasodilatazione, aumento della permeabilità capillare, edema generalizzato, disidratazione, shock mortale
- apparato gastroenterico: diarrea acquosa, diarrea sanguinolenta per distacco dell'epitelio enterico, conseguente all'edema e formazione di vescicole al di sotto della mucosa; tali vescicole tendono a rompersi e a ledere e distaccare il tessuto
- reni: danno glomerulare e tubulare, proteinuria
- cute: effetto vescicante, cambiamenti nella pigmentazione delle unghie chiamate leuconichia striata (linee di Mees o linee di Aldrich-Mees)[13]
- sistema nervoso periferico: neuropatia periferica sensitiva e motoria
- sistema nervoso centrale: encefalopatia da danno organico, delirio, coma
- midollo rosso: pancitopenia
- fegato: steatosi, necrosi, cirrosi

## Sintomatologia cronica

### Intossicazione cronica (As inorganico)
Alito agliaceo, epatotossicità, ematotossicità, neurotossicità, debolezza muscolare, irritazione cutanea (sulla cute possono evidenziarsi segni di vasodilatazione e di pallore per anemia dando luogo all'aspetto caratteristico "latte e rose" della pelle), strie biancastre ungueali, ipercheratosi palmare e plantare.

### Intossicazione cronica (As organico)
È rara. Si tratta di una neurotossina: danno organico per inibizione degli enzimi tiolici soprattutto a livello della sostanza bianca e grigia.

## Intossicazione da arsina (AsH3)
L'assorbimento da arsano (un tempo denominato arsina) avviene per via inalatoria. Gli effetti sono: crisi emolitiche; l'arsano si combina con l'emoglobina in un composto emolitico (anemia +++). Quindi segue una elevata emoglobinuria con urine scure, ittero, astenia e cefalea. In più si determina: danno tubulare progressivo, insufficienza renale acuta.
Terapia: exsanguinotrasfusione ed emodialisi, poco efficienti i chelanti.

## Prevenzione
Una delle più comuni forme di prevenzione è la dearsenificazione delle acque per consumo umano nelle aree in cui l'arsenico è presente naturalmente o per inquinamento delle falde.

## Terapia delle intossicazioni
Induzione del vomito e lavanda gastrica per le intossicazioni immediate; ripristino idro-elettrolitico; terapia chelante con dimercaprolo, penicillamina.